# Hyphydrus coccinelloides
Hyphydrus coccinelloides är en skalbaggsart som beskrevs av Zimmermann 1923. Hyphydrus coccinelloides ingår i släktet Hyphydrus och familjen dykare. Inga underarter finns listade i Catalogue of Life.